# Любомирский, Григорий Львович
Григорий Львович Любомирский (13 февраля 1865 — 14 февраля 1937) — советский украинский музыковед, педагог, композитор. Автор учебников по теории музыки. Создатель симфонии, пьес для фортепиано.

## Биография
Родился 13 февраля 1865 года в городе Василькове, Киевская губерния. В 1882 году поступил в Московскую консерваторию, также учился в Петербургской консерватории.
С момента создания в 1904 году на пожертвования частной Музыкально-драматической школы Н. В. Лысенко преподавал в школе. 2 сентября 1918 года на основе школы образовался Государственный музыкально-драматический институт имени Н. В. Лысенко, а Любомирский стал его профессором. В 1934 году институт был разделён на два учреждения: Институт театрального искусства имени И. К. Карпенко-Карого и Консерваторию имени П. И. Чайковского. Любомирский стал профессором консерватории.
Среди воспитанников Любомирского есть известные композиторы, дирижёры и музыковеды, а именно: К. Г. Стеценко, Л. Н. Ревуцкий, А. Кошиц, В. Н. Верховинец, Р. И. Грубер, Ю. А. Шапорин, В. И. Кривусив, Ф. Н. Стешко, А. К. Буцкий, С. П. Тишкевич и др.
Умер 14 февраля 1937 года. Похоронен в Киеве на Байковом кладбище (участок № 3 старой части).

## Учебные труды и творчество
В 1906 году на русском языке было издано «Руководство к практическому изучению элементарной теории музыки, приспособленное к самообучению и изложенное в 32 уроках». В 1930 году на украинском вышла методическая работа «Музыкальный слух, его воспитания и совершенствования».
Автор симфонии, «Восточного танца» и «Элегии» для симфонического оркестра, ряда фортепианных пьес.